# Tvoje jméno vyznávám
Tvoje jméno vyznávám (v anglickém originále Lord, I Lift Your Name on High) je původně americká duchovní píseň, kterou napsal Rick Founds v roce 1989. Do češtiny její text přeložil Karel Řežábek. Je zařazena ve zpěvníku Koinonia pod číslem 204. Jiný český překlad je znám pod názvem Pane, chválím jméno Tvé.
Byla rovněž přeložena do řady dalších jazyků:
- španělštiny (Tu Nombre Levantaré)
- portugalštiny (O Teu nome exaltarei)
- němčiny (Herr, dein Name sei erhöht)
- francouzštiny (Je loue ton nom, Eternel)
- polštiny (Chcę wywyższać Imie Twe)
- nizozemštiny (Heer, ik prijs uw grote naam)
- slovinština (Povzdigujem tvoje ime)
- malajálamštiny (Yeshu naamathe uyarthidam)
- čínštiny
- japonštiny (御名を掲げて)
- turečtiny
- tamilštiny
- korejštiny (주의 이름 높이며)
- hmongštiny